# Бган, Максим Валерьевич
Максим Валерьевич Бган (2 сентября 1988 года) — российский легкоатлет, неоднократный чемпион России, бронзовый призер мира, серебряный призер Чемпионата Европы в метании диска и молота, рекордсмен Европы по лёгкой атлетике (метание молота), серебряный призёр Сурдлимпийских игр по лёгкой атлетике 2009 года, чемпион Европы 2011 года в Кайзери (Турция). Заслуженный мастер спорта России, член сборной команды России по лёгкой атлетике.

## Спортивная карьера
В 2008 году:
- 3 место - метание молота на Чемпионате Мира по легкой атлетике среди спортсменов-инвалидов по слуху в г. Измире (Турция).

В 2009 году:
- 2 место -  Сурдлимпийских игр в г. Тайбее (Тайвань), дисциплина — метание молота;
- 1 место -  метание молота на Чемпионате России по легкой атлетике среди спортсменов — инвалидов по слуху, г. Вологда.

В 2010 году:
- 1 место - метание молота на Чемпионате и Первенстве России по легкой атлетике среди спортсменов-инвалидов по слуху, г. Чебоксары;
- 3 место - метание диска на Чемпионате и Первенстве России по легкой атлетике среди спортсменов-инвалидов по слуху, г. Чебоксары.

В 2011 году:
- 1 место - метание молота на Чемпионате Европы по легкой атлетике среди спортсменов-инвалидов по слуху в г. Кайсери (Турция);
- 1 место - метание молота на Чемпионате России по легкой атлетике среди спортсменов-инвалидов по слуху, г. Чебоксары.

В 2012 году:
- 2 место - чемпионат мира по легкой атлетике, метание молота (Канада).

В 2013 году:
- 1 место и сурдлимпийский рекорд в метании молота (62,65 м) - летние Сурдлимпийские игры - 2013 в г. Софии (Болгария)

## Тренер
Тренируется под руководством заслуженного тренера России Курдюмова Юрия Олеговича.

## Образование и работа
Студент Сургутского государственного университета, факультет «Адаптивная физическая культура».
Работает в должности спортсмена в БУ Ханты-Мансийского автономного округа — Югры «Центр спорта инвалидов».